# Олеське повстання
Олеське повстання — збройний виступ проти німців організований в околицях м. Олесно, що відбулося напередодні Сілезького повстання.
У ночі з 7 на 8 червня 1919 року каменяр із м. Олесно Францішк Гробельний та робітник із c. Зембовіц Августин Кой зібрали у лісі біля c. Ловочова близько 300 людей. Інші групи мали захопити в c. Войцехові німецьку батарею та знищити зв'язок від м. Олесно і підірвати два залізничні мости — під м. Ключборком та c. Совчицами.
Повстання зазнало поразки, бо в лісництві не виявили очікуваного складу зброї і дії повстанців не підтримали польські війська з р. Просни.